# مجتبی شاکری
مجتبی شاکری (۲۶ دی ۱۳۳۷ تهران) عضو چهارمین دوره شورای شهر تهران بوده‌است. وی در انتخابات آن دوره در فهرست خدمتگزاران آبادانی و پیشرفت قرار داشت. او علی‌رغم سابقه حضور در هیئت مؤسس و شورای مرکزی جمعیت ایثارگران انقلاب اسلامی در حال حاضر سمت دبیرکل جمعیت جانبازان انقلاب اسلامی را پس از سردار محمداسماعیل کوثری عهده‌دار است.
مجتبی شاکری متولد ۱۳۳۷ تهران (محله فرح آباد) در دو رشته پژوهشگری جامعه‌شناسی و حقوق قضایی، مقطع کارشناسی را طی کرد و در ادامه، کارشناسی ارشد را در رشته مطالعات استراتژیک به پایان برد.
پیش از انقلاب از اعضاء گروه توحیدی صف بود که توسط شهید عالیمرتبه محمد بروجردی اداره می‌شد. وی پس از نایل شدن به مقام جانبازی (از ناحیه دو دست و نابینایی دو چشم) در مسئولیت‌های پژوهشی و مشاوره در بنیاد جانبازان، ایفای وظیفه کرد. تشکیل گروه جانبازان در بنیاد برای مبارزه با تهاجم فرهنگی، به همراه تنی چند از فرهیختگان جانباز (با انجام سخنرانی، نگارش مقاله، برگزاری سمینار، جلسات نقد و تولید نشریة خبری) از جمله تلاشهای فرهنگی بود که وی از سال ۷۱ آن را دنبال می‌کرد. شاکری دورة کارگاه داستان‌نویسی را در سال ۷۱ با اساتیدی چون محمدرضا سرشار، ناصر ایرانی، محسن سلیمانی، مرحوم امیرحسین فردی، مصطفی رحماندوست و… به همراه تنی چند از قلمداران جانباز گذراند و از نیمه سال ۷۴ مدیریت دفتر هنر و ادبیات ایثار بنیاد جانبازان را عهده‌دار شد.
۳۰ اثر خلق شده رمان، مجموعه داستان و کتاب‌های حاصل از نشست نویسندگان با چهره‌های پرحادثه، بخشی از رهاوردهای این مقطع زمانی (تا پایان سال۸۰)بود. داوری بخش فیلم‌نامه جشنوارة فیلم وحدت، طی ۲سال متوالی از دیگر فعالیت‌های اوست. افتتاح دفتر هنر و ادبیات سازمان بسیج دانشجویی، برگزاری چند دوره کارگاه داستان‌نویسی و تولید ۲۰ عنوان کتاب در کنار برگزاری هفتگی حلقة نقد و سه دوره داوری بخش داستان و خاطره، یادواره‌های ششم، هفتم و هشتم نکوداشت شهدا و جلوه‌های ایثار دانشجوی کشور در مقطع ۴ ساله (تا پایان سال۸۴) را نیز می‌توان نام برد.
عضویت در شورای طرح و برنامه گروه معارف شبکه دو، اتاق فکر برنامه دیروز، امروز و فردا در شبکه سه و اتاق فکر شبکه قرآن سیما و همچنین شورای راهبردی مرکز سیمافیلم برای کارشناسی طرح‌ها و فیلمنامه‌ها و ارزیابی برنامه‌های تولیدی را می‌توان بر موارد بالا افزود.
حضور در کمیسیون چاپ و نشر بنیاد شهید و امور ایثارگران برای داوری نهایی آثار پژوهشی، ادبی و هنری و بالاخره مسئولیت پذیرفتن در سیما فیلم برای پی‌افکندن سازکار علمی، برای دست‌یابی به آثار برتر داستان و رمان برای خلق فیلم‌نامه و تولید تلویزیونی سریال‌ها بر این مبنا در کنار تشکیل کارگاه فیلمنامه‌نویسی با موضوع انقلاب، تازه‌ترین وضعیت فعالیت فرهنگی هنری ایشان است.
آخرین مسئولیت وی تا پیش از حضور در دوره چهارم شورای شهر تهران، مشاور فرهنگی بنیاد شهید و امور ایثارگران، مشاور رئیس مرکز سیمافیلم و مدیریت بخش اقتباس مرکز سیمافیلم می‌باشد.